# Schwassmann-Wachmann 2
Schwassmann–Wachmann 2, som också kallas 31P/Schwassmann–Wachmann, är en periodisk komet. Den upptäcktes den 17 januari 1929, med en skenbar magnitud på 11. Kometkärnan har beräknats till 6,2 kilometer i diameter.